# Kurt Shaw
Kurt Shaw (Pietà, 1º aprile 1999) è un calciatore maltese, difensore del Sorrento e della nazionale maltese.

## Caratteristiche tecniche
È un difensore centrale.

## Carriera

### Club
Inizia a giocare a calcio con lo Sliema Wanderers, che all'età di 12 anni lo aggrega al proprio settore giovanile. Esordisce in prima squadra il 18 gennaio 2017 contro il Qrendi in Coppa di Malta (gara vinta 5-0), subentrando al 57' al posto di Denni.
Il 23 giugno 2022, viene tesserato dall'Hibernians, sempre nella massima serie maltese. Lascia il club al termine della stagione 2024-2025, dopo aver contribuito alla vittoria della coppa nazionale, segnando il gol decisivo nella vittoria per 2-1 in finale sul Birkirkara.
Il 16 luglio 2025, Shaw viene ingaggiato dal Sorrento, nella Serie C italiana, con cui firma un contratto biennale.

### Nazionale
Ha rappresentato le nazionali giovanili maltesi.
Esordisce in nazionale maggiore il 12 ottobre 2019 in Malta-Svezia (0-4), gara valida per le qualificazione agli Europei 2020.

## Statistiche

### Presenze e reti nei club
Statistiche aggiornate al 29 marzo 2023.
| Stagione                | Squadra                 | Campionato              | Campionato | Campionato | Coppe nazionali | Coppe nazionali | Coppe nazionali | Coppe continentali | Coppe continentali | Coppe continentali | Altre coppe | Altre coppe | Altre coppe | Totale | Totale |
| Stagione                | Squadra                 | Comp                    | Pres       | Reti       | Comp            | Pres            | Reti            | Comp               | Pres               | Reti               | Comp        | Pres        | Reti        | Pres   | Reti   |
| ----------------------- | ----------------------- | ----------------------- | ---------- | ---------- | --------------- | --------------- | --------------- | ------------------ | ------------------ | ------------------ | ----------- | ----------- | ----------- | ------ | ------ |
| 2016-2017               | Sliema Wanderers        | PL                      | 1          | 0          | CM              | 1               | 0               | -                  | -                  | -                  | SM          | 0           | 0           | 2      | 0      |
| 2017-2018               | Sliema Wanderers        | PL                      | 10         | 1          | CM              | 2               | 0               | -                  | -                  | -                  | -           | -           | -           | 12     | 1      |
| 2018-2019               | Sliema Wanderers        | PL                      | 25         | 3          | CM              | 2               | 0               | -                  | -                  | -                  | -           | -           | -           | 27     | 3      |
| 2019-2020               | Sliema Wanderers        | PL                      | 19         | 1          | CM              | 1               | 0               | -                  | -                  | -                  | -           | -           | -           | 20     | 1      |
| 2020-2021               | Sliema Wanderers        | PL                      | 21         | 1          | CM              | 1               | 0               | -                  | -                  | -                  | -           | -           | -           | 22     | 1      |
| 2021-2022               | Sliema Wanderers        | PL                      | 16         | 2          | CM              | 1               | 0               | -                  | -                  | -                  | -           | -           | -           | 17     | 2      |
| Totale Sliema Wanderers | Totale Sliema Wanderers | Totale Sliema Wanderers | 93         | 8          |                 | 8               | 0               |                    | -                  | -                  |             | 0           | 0           | 101    | 8      |
| 2022-2023               | Hibernians              | PL                      | 12         | 1          | CM              | 1               | 0               | UCL+UECL           | 0                  | 0                  | SM          | 1           | 0           | 14     | 1      |
| Totale carriera         | Totale carriera         | Totale carriera         | 105        | 9          |                 | 9               | 0               |                    | 0                  | 0                  |             | 1           | 0           | 115    | 9      |

### Cronologia presenze e reti in nazionale
| Cronologia completa delle presenze e delle reti in nazionale ― Malta | Cronologia completa delle presenze e delle reti in nazionale ― Malta | Cronologia completa delle presenze e delle reti in nazionale ― Malta | Cronologia completa delle presenze e delle reti in nazionale ― Malta | Cronologia completa delle presenze e delle reti in nazionale ― Malta | Cronologia completa delle presenze e delle reti in nazionale ― Malta | Cronologia completa delle presenze e delle reti in nazionale ― Malta | Cronologia completa delle presenze e delle reti in nazionale ― Malta |
| Data                                                                 | Città                                                                | In casa                                                              | Risultato                                                            | Ospiti                                                               | Competizione                                                         | Reti                                                                 | Note                                                                 |
| -------------------------------------------------------------------- | -------------------------------------------------------------------- | -------------------------------------------------------------------- | -------------------------------------------------------------------- | -------------------------------------------------------------------- | -------------------------------------------------------------------- | -------------------------------------------------------------------- | -------------------------------------------------------------------- |
| 12-10-2019                                                           | Solna                                                                | Malta                                                                | 0 – 4                                                                | Svezia                                                               | Qual. Euro 2020                                                      | -                                                                    | 39’                                                                  |
| 7-10-2020                                                            | Ta' Qali                                                             | Malta                                                                | 2 – 0                                                                | Gibilterra                                                           | Amichevole                                                           | -                                                                    |                                                                      |
| 13-10-2020                                                           | Riga                                                                 | Lettonia                                                             | 0 – 1                                                                | Malta                                                                | UEFA Nations League 2020-2021 - 1º turno                             | -                                                                    |                                                                      |
| 11-11-2020                                                           | Ta' Qali                                                             | Malta                                                                | 3 – 0                                                                | Liechtenstein                                                        | Amichevole                                                           | -                                                                    | 77’                                                                  |
| 14-11-2020                                                           | Ta' Qali                                                             | Malta                                                                | 3 – 1                                                                | Andorra                                                              | UEFA Nations League 2020-2021 - 1º turno                             | -                                                                    |                                                                      |
| 17-11-2020                                                           | Ta' Qali                                                             | Malta                                                                | 1 – 1                                                                | Fær Øer                                                              | UEFA Nations League 2020-2021 - 1º turno                             | -                                                                    | 31’                                                                  |
| 24-3-2021                                                            | Ta' Qali                                                             | Malta                                                                | 1 – 3                                                                | Russia                                                               | Qual. Mondiali 2022                                                  | -                                                                    |                                                                      |
| 27-3-2021                                                            | Trnava                                                               | Slovacchia                                                           | 2 – 2                                                                | Malta                                                                | Qual. Mondiali 2022                                                  | -                                                                    |                                                                      |
| 30-3-2021                                                            | Fiume                                                                | Croazia                                                              | 3 – 0                                                                | Malta                                                                | Qual. Mondiali 2022                                                  | -                                                                    |                                                                      |
| 30-5-2021                                                            | Klagenfurt am Wörthersee                                             | Irlanda del Nord                                                     | 3 – 0                                                                | Malta                                                                | Amichevole                                                           | -                                                                    |                                                                      |
| 4-6-2021                                                             | Klagenfurt am Wörthersee                                             | Kosovo                                                               | 2 – 1                                                                | Malta                                                                | Amichevole                                                           | -                                                                    |                                                                      |
| 1-9-2021                                                             | Ta' Qali                                                             | Malta                                                                | 3 – 0                                                                | Cipro                                                                | Qual. Mondiali 2022                                                  | -                                                                    | 50’ 59’                                                              |
| 4-9-2021                                                             | Lubiana                                                              | Slovenia                                                             | 1 – 0                                                                | Malta                                                                | Qual. Mondiali 2022                                                  | -                                                                    |                                                                      |
| 7-9-2021                                                             | Mosca                                                                | Russia                                                               | 2 – 0                                                                | Malta                                                                | Qual. Mondiali 2022                                                  | -                                                                    | 86’                                                                  |
| 8-10-2021                                                            | Ta' Qali                                                             | Malta                                                                | 0 – 4                                                                | Slovenia                                                             | Qual. Mondiali 2022                                                  | -                                                                    |                                                                      |
| 11-10-2021                                                           | Larnaca                                                              | Cipro                                                                | 2 – 2                                                                | Malta                                                                | Qual. Mondiali 2022                                                  | -                                                                    | 57’                                                                  |
| 11-11-2021                                                           | Ta' Qali                                                             | Malta                                                                | 1 – 7                                                                | Croazia                                                              | Qual. Mondiali 2022                                                  | -                                                                    | 83’                                                                  |
| 14-11-2021                                                           | Ta' Qali                                                             | Malta                                                                | 0 – 6                                                                | Slovacchia                                                           | Qual. Mondiali 2022                                                  | -                                                                    |                                                                      |
| 20-11-2022                                                           | Ta' Qali                                                             | Malta                                                                | 0 – 1                                                                | Irlanda                                                              | Amichevole                                                           | -                                                                    | 73’                                                                  |
| 6-9-2023                                                             | Ta' Qali                                                             | Malta                                                                | 1 – 0                                                                | Gibilterra                                                           | Amichevole                                                           | -                                                                    |                                                                      |
| 26-3-2024                                                            | Ta' Qali                                                             | Malta                                                                | 0 – 0                                                                | Bielorussia                                                          | Amichevole                                                           | -                                                                    |                                                                      |
| 7-6-2024                                                             | Grödig                                                               | Rep. Ceca                                                            | 7 – 1                                                                | Malta                                                                | Amichevole                                                           | -                                                                    | 77’                                                                  |
| 11-6-2024                                                            | Grödig                                                               | Malta                                                                | 0 – 2                                                                | Grecia                                                               | Amichevole                                                           | -                                                                    |                                                                      |
| 7-9-2024                                                             | Chișinău                                                             | Moldavia                                                             | 2 – 0                                                                | Malta                                                                | UEFA Nations League 2024-2025 - 1º turno                             | -                                                                    |                                                                      |
| 10-9-2024                                                            | Andorra la Vella                                                     | Andorra                                                              | 0 – 1                                                                | Malta                                                                | UEFA Nations League 2024-2025 - 1º turno                             | -                                                                    |                                                                      |
| 13-10-2024                                                           | Ta' Qali                                                             | Malta                                                                | 1 – 0                                                                | Moldavia                                                             | UEFA Nations League 2024-2025 - 1º turno                             | -                                                                    | 29’ 90+2’                                                            |
| 19-11-2024                                                           | Ta' Qali                                                             | Malta                                                                | 0 – 0                                                                | Andorra                                                              | UEFA Nations League 2024-2025 - 1º turno                             | -                                                                    |                                                                      |
| 21-3-2025                                                            | Ta' Qali                                                             | Malta                                                                | 0 – 1                                                                | Finlandia                                                            | Qual. Mondiali 2026                                                  | -                                                                    | 78’                                                                  |
| 10-6-2025                                                            | Groninga                                                             | Paesi Bassi                                                          | 8 – 0                                                                | Malta                                                                | Qual. Mondiali 2026                                                  | -                                                                    | 46’                                                                  |
| Totale                                                               |                                                                      | Presenze                                                             | 29                                                                   |                                                                      | Reti                                                                 | 0                                                                    |                                                                      |

## Palmarès

### Club

#### Competizioni nazionali
- Coppa di Malta: 1

Hibernians: 2024-2025
- Supercoppa di Malta: 1

Hibernians: 2022